# La fille de Madame Angot
La fille de Madame Angot (título original en francés; en español, La hija de la señora Angot) es una opéra-comique en tres actos con música de Charles Lecocq y libreto en francés de Clairville, Paul Siraudin y Victor Koning. Se estrenó en el Théâtre des Fantaisies-Parisiennes, Bruselas, el 4 de diciembre de 1872, con vestuario de Alfred Grevin.
Es una ópera poco representada en la actualidad; en las estadísticas de Operabase aparece con sólo dos representaciones en el período 2005-2010.

## Personajes
| Personaje                                                       | Tesitura     | Reparto del estreno, 4 de diciembre de 1872 (Director: Warnotz) |
| --------------------------------------------------------------- | ------------ | --------------------------------------------------------------- |
| Mademoiselle Lange, una actriz, favorita de Barras              | mezzosoprano | Marie Desclauzas                                                |
| Clairette Angot, prometida de Pomponnet                         | soprano      | Pauline Luigini                                                 |
| Larivaudiere, amigo de Barras, que conspira contra la República | barítono     | Charlieu/Chambéry                                               |
| Pomponnet, barbero del mercado y peluquero de Mlle Lange        | tenor        | Alfred Jolly                                                    |
| Ange-Pitou, un poeta enamorado de Clairette                     | tenor        | Mario Widmer                                                    |
| Louchard, oficial de policía a las órdenes de Larivaudiere      | bajo         | Jacques Ernotte                                                 |
| Amarante, mujer del mercado                                     | mezzosoprano | Jane Delorme                                                    |
| Javotte, mujer del mercado                                      | mezzosoprano | Giulietta Borghese (Juliette Euphrosine Bourgeois)              |
| Hersillie, una criada de Mlle. Lange                            | soprano      | Camille                                                         |
| Trenitz, dandi de la época, oficial de los húsares              | tenor        | Touzé                                                           |
| Babet, criado de Clairette, cadete                              | soprano      | Pauline                                                         |
| Guillaume, hombre del mercado                                   | tenor        | Ometz                                                           |
| Buteaux, hombre del mercado                                     | bajo         | Durieux                                                         |